# Sedes Air Base

i7
i11
i13
Die Sedes Air Base (griechisch Αεροδρόμιο Σέδες, (ICAO-Code: LGSD)) ist ein griechischer Militärflugplatz in der Gemeinde Thermi. Der Militärflugplatz wird von der Griechischen Luftwaffe betrieben.

## Lage
Die Sedes Air Base liegt südlich der Ortschaft Thermi, 15 Kilometer östlich von Thessaloniki und 3 Kilometer nordöstlich der Mikra Air Base (Flughafen Thessaloniki).

## Geschichte
Sedes, auch franz. Sédès, griechisch Σέδες, ist der Name einer kleinen Ortschaft, in der im Ersten Weltkrieg die multinationale alliierte Armée de l`Orient stationiert war. 1926 wurde der Ort mit weiteren zur Gemeinde Thermi zusammengezogen. Die Sedes Air Base wurde während der Balkankriege in Betrieb genommen, als dort französische und griechische Truppen stationiert waren. Seine Räumlichkeiten befanden sich unter französischer Verwaltung im Inter-Alliance-Ausbildungszentrum im Osten (Centre d'Entrainemen Des Armees Aliens en Orient). Die Ableitung des Namens aus der Abkürzung des französischen CEntre D'Entrainement (CE,D,E) ist unzutreffend.

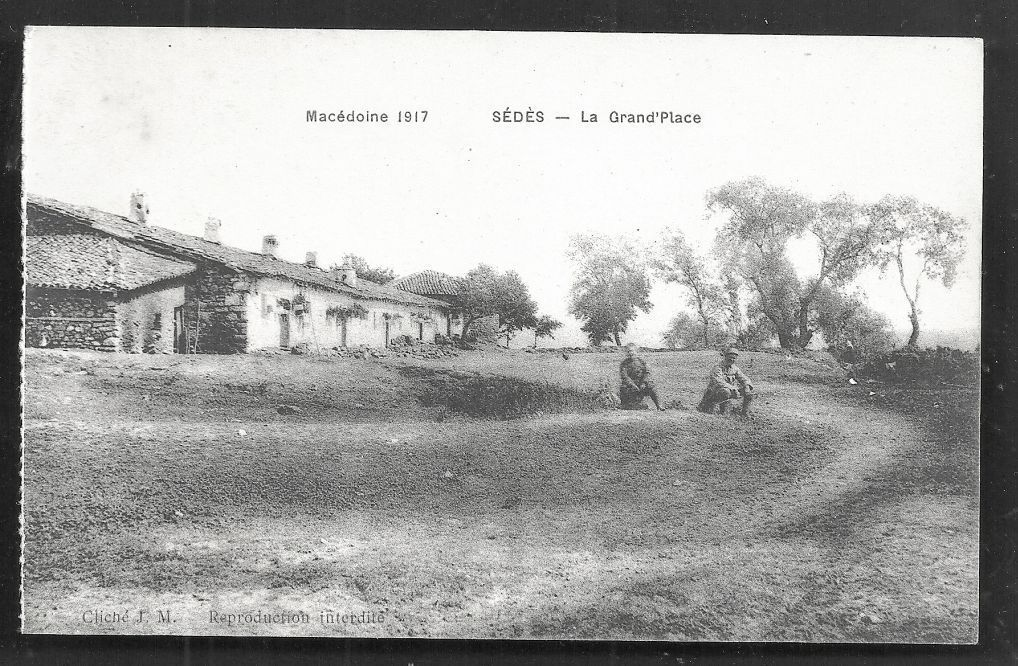
„Zentrum“ von Sedes im 1. Weltkrieg

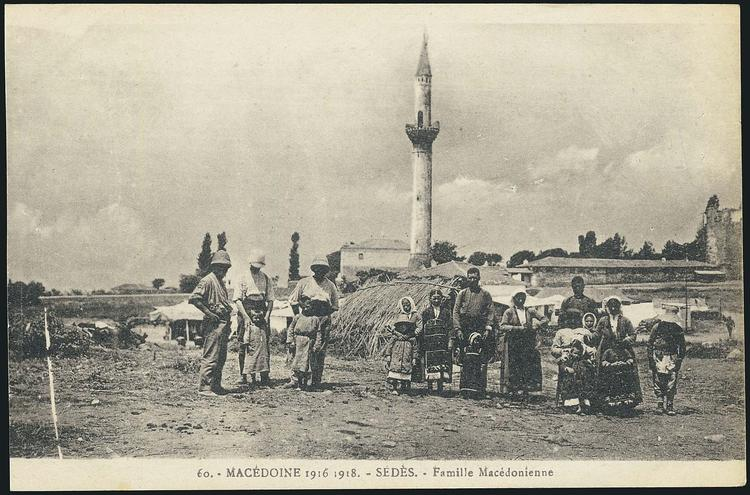
Ansicht von Sedes

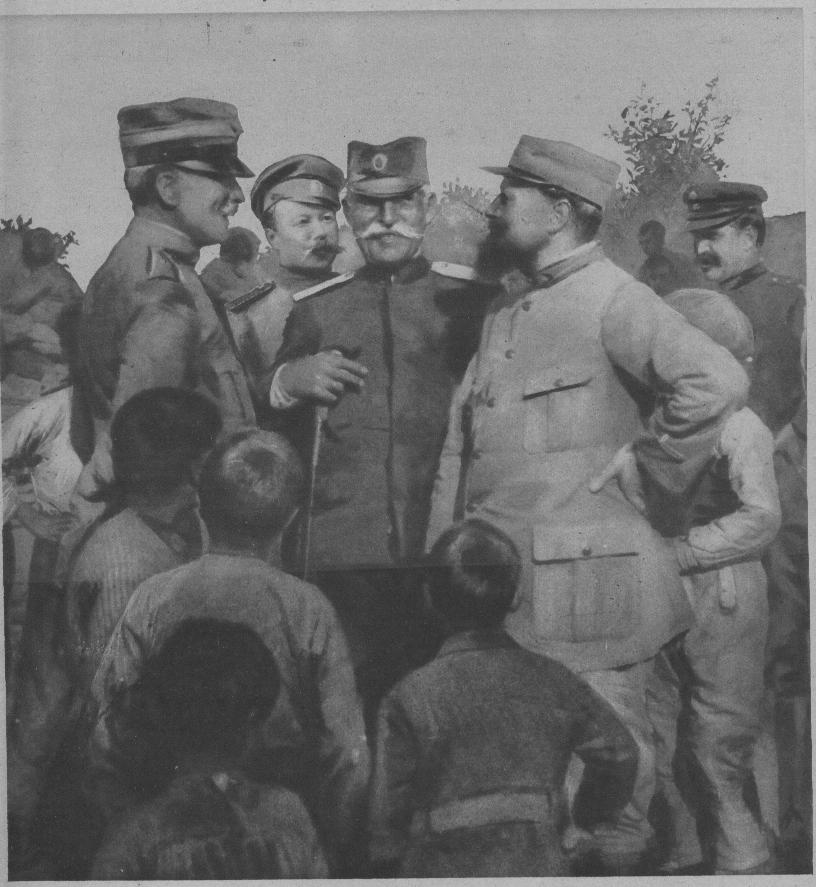
Italienischer, russischer, serbischer Offizier, griechischer Gendarme in der Armée d’Orient

Bis zum Jahre 1941 war es ein griechischer Zivilflughafen und Luftwaffenstützpunkt. Nach dem deutschen Angriff auf Griechenland wurde er im April 1941 besetzt und bis September 1944 mit einer Fliegerhorstkommandantur der Luftwaffe der Wehrmacht belegt. Auf dem Fliegerhorst Thessaloniki-Sedes waren im Mai 1941, aufgrund der bevorstehenden Luftlandung auf der Insel Kreta, Teile der Kampfgeschwader 2 und 3 mit der Dornier Do 17Z stationiert. Auch Lufttransportverbände wie die Kampfgruppe z.b.V. 50  mit der Junkers Ju 52/3m starteten von hier aus in Richtung Kreta.
Heutzutage ist in Sedes der „350 Guided Missile Wing“, ein Luftabwehrgeschwader der griechischen Luftwaffe, stationiert, welches u. a. die S-300- und die PATRIOT-Systeme nutzt.

## Infrastruktur
Die Sedes Air Base hat eine befestigte Start- und Landebahn mit einer Ausrichtung von 13/31 ist 1.280 m lang und 30,5 m breit. Auf dem Gelände befindet sich auch ein Luftfahrtmuseum, in dem verschiedene alte Flugzeugtypen ausgestellt sind.

## Zwischenfälle
- Am 31. Mai 1948 wurde eine Douglas DC-3/C-47B der Griechischen Luftstreitkräfte (Kennzeichen KN339) bei einer Landung mit eingefahrenem Fahrwerk (Bauchlandung) auf die Sedes Air Base zerstört. Die Besatzung blieb unverletzt.[5]

- Im Juni 1987 wurde eine Douglas DC-3/C-47B der Griechischen Luftstreitkräfte (KK181) bei einem Rollunfall auf der Sedes Air Base irreparabel beschädigt. Das rechte Hauptfahrwerk war während des Rollens zusammengebrochen, woraufhin die Tragfläche den Boden berührte. Alle Insassen überlebten.[6]